# 넷맨
(주)넷맨은 2001년 9월에 설립된 대한민국 IT업체다. ‘전문적인 'IT 운용관리 & MI솔루션 개발 및 공급업체’ 로 선도적인 핵심 기술들을 보유한 건실한 기술기업이다. 또한 국책과제(통신망 운용관리 분야)에서 개발된 다양한 선도 기술들을 바탕으로 세계 최고의 솔루션을 개발, 공급하고 있다. 제품으로는 유·무선 랜 통합 보안 인증체계를 지원하는 네트워크 접근 제어 솔루션 Smart NAC과 정책에 의해 IP 주소를 통제할 수 있는 시스템인 IP-Plus, PC보안 점검 솔루션 Smart SIG를 보유하고 있다.

## 주요 제품
- Smart NAC: 네트워크 접근 제어 솔루션
- IP-Plus: IP관리 솔루션
- Smart SIG: PC보안 점검 솔루션
- HEXAGON: IPv6 통제 시스템